# Кадо (народ)
Кадо је северноамерички домородачки народ који припада кадоанској породици народа, а њихов језик припада јужној грани кадоанских језика. У 16. веку насељавали су источни Тексас и делове Луизијане, Арканзаса и Оклахоме. Племена народа Кадо су била удружена у 3 конфедерације племена. Почетком 19. века Кадои су протерани на резерват у Тексасу, а 1859. су протерани у Индијанску територију (данашњу Оклахому). Данас је народ Кадо федерално признат под именом „Кадо нација Оклахоме”, а седиште њихове владе се налази у граду Бингеру у Оклахоми.

## Племена
Три конфедерације племена народа Кадо и племена која су им припадала:
- Конфедерација Кадохадачо
  - Кадохадачо
  - Нанацохо (енгл. Nanatsoho)
  - Горњи Насони
  - Горњи Накитош
  - Горњи Јатаси
  - Петикадо (енгл. Peticado) или Петит Кадо (енгл. Petit Caddo)
  - Кахинјо (енгл. Cahinnio)
- Конфедерација Хасинај (енгл. Hasinai) или Тејас (енгл. Teyas)
  - Хајнај (енгл. Hainai)
  -
  - Набити (енгл. Nabiti) или (енгл. Namidish)
  - Накодоче (енгл. Nacogdoche)
  -
  - Анадарко (енгл. Anadarko) или Надако (енгл. Nadaco)
  - Доњи Насони
  - Нечави (енгл. Nechaui)
  - Неч
  - Гаско (енгл. Guasco)
  -
  -
  -
- Конфедерација Накитош
  - Доњи Накитош
  -
  - Вашита (енгл. Ouachita)
  - Јатаси

## Историја
До првог контакта између Европљана и Кадоа дошло је 1542. када су шпански војници под командом Луиса де Москоса Алварада (који је преузео команду над војском након смрти вође експедиције Ернанда де Сотоа) прошли кроз њихову територију. Процењује се да је 1520. укупан број Кадоа (из свих племена) био око 250.000. На њихову територију 1690. долазе католички мисионари, након чега избијаја епидемија великих богиња, због чега их Кадои протерују 1693. назад у Мексико. У току 18. века око њихове територије се споре Француска и Шпанија. Кадои су у почетку били пријатељски према Французима. Након што је Француска продала Луизијану Американцима, почиње насељавање великог броја досељеника из источних држава САД. Остаци различитих племена Кадоа су 1854. протерани на резерват Бразос Ривер у Тексасу, а неколико година касније 1859. у Индијанску територију (данашњу Оклахому). 
Број регистрованих припадника Кадо нације Оклахоме 2012. је био 5.757, од којих је њих 3.044 живело на територији државе Оклахома.